# نصیرآباد (فارسان)
نصیرآباد (فارسان)، روستایی از توابع بخش باباحیدر شهرستان فارسان در استان چهارمحال و بختیاری ایران است. زبان مردم این منطقه لری بختیاری.

## جمعیت
این روستا در دهستان سراب بالا قرار دارد و براساس سرشماری مرکز آمار ایران در سال ۱۳۸۵، جمعیت آن ۱۰۶ نفر (۱۸خانوار) بوده است.